# Claude Foisy
Claude Foisy (North Bay, ...) è un compositore canadese.
Ha composto musiche per film e serie televisive, tra cui: White Noise - Non ascoltate, 2001 - Un'astronave spuntata nello spazio e 4400.

## Filmografia parziale

### Cinema
- 2001 - Un'astronave spuntata nello spazio (2001: A Space Travesty), regia di Allan A. Goldstein (2000)
- Snakeman - Il predatore (The Snake King), regia di Allan A. Goldstein (2005)
- White Noise - Non ascoltate (White Noise), regia di Geoffrey Sax (2005)
- Pontypool - Zitto... o muori (Pontypool), regia di Bruce McDonald (2008)
- Wrong Turn 3 - Svolta mortale (Wrong Turn 3: Left for Dead), regia di Declan O'Brien (2009)
- Wrong Turn 4 - La montagna dei folli (Wrong Turn 4: Bloody Beginnings), regia di Declan O'Brien (2011)
- Wrong Turn 5 - Bagno di sangue (Wrong Turn 5: Bloodlines), regia di Declan O'Brien (2012)
- Wrong Turn 6: Last Resort, regia di Valeri Milev (2014)
- Eliminators - Senza regole (Eliminators), regia di James Nunn (2016)
- Rabid, regia di Sorelle Soska (2019)

### Televisione
- Oltre i limiti (The Outer Limits) - serie TV, 3 episodi (2001)
- 4400 (The 4400) - serie TV, 22 episodi (2004-2007)
- Monster Ark - La profezia (Monster Ark) - film TV, regia di Declan O'Brien (2008)
- Lake Placid vs. Anaconda - film TV, regia di A.B. Stone (2015)

## Premi
- BMI Film & TV Award - vinto nel 2005 per 4400.[2]